# Phlugis wittmani
Phlugis wittmani är en insektsart som beskrevs av Nickle 2003. Phlugis wittmani ingår i släktet Phlugis och familjen vårtbitare. Inga underarter finns listade i Catalogue of Life.